# デルフト
デルフト（オランダ語: Delft [dɛlft] ( 音声ファイル)）はオランダの南ホラント州にある基礎自治体（ヘメーンテ）。デン・ハーグ市街地の南に隣接して、一体となって広域市街を形成している。オランダの古都であり著明な観光地であるが、デルフト工科大学を擁しているため、学生街という一面もある。

## 歴史
この町の歴史は12世紀まで遡れる。1572年には、八十年戦争の主導者であったオラニエ公ウィレム1世がデルフトに居を構えた。デルフト旧市街のマルクト広場にある新教会には、ウィレム1世の子孫である現オランダ王室の代々のメンバーも眠っている。
1573年10月にスペイン軍による攻撃を受けたが、Battle of Delft (1573)によって撃退された。

### 爆発事故
1654年10月12日には、弾薬庫の40トン以上の火薬が爆発しデルフト市街の4分の1が破壊され、死者100人以上、数千人が負傷する大惨事が起こった。この時画家のカレル・ファブリティウスが犠牲となり、彼の絵画作品も大半が失われてしまった。

## 文化
16世紀はじめにイタリアから陶器であるマヨリカの製法が伝わり、陶器の製造が行われていたが、17世紀、そこにオランダ東インド会社を通じて中国から磁器が伝わったことがきっかけとなり、当時日本から輸入されていた伊万里焼の影響をも受けつつ、独特の陶器が発展、生産が行われた。青を用いて彩色され、デルフトブルーと呼ばれている。生産規模自体は縮小したものの今日でもデルフト焼として知られる。
また、画家のヨハネス・フェルメールはデルフト生まれであり、「デルフト眺望」という風景画も描いている。彼の墓は市内の旧教会 (Oudekerk) にある。他にもピーテル・デ・ホーホやカレル・ファブリティウス、ニコラース・マースなどもデルフトに住んだり、デルフトで創作活動をした。

## 地区
デルフト基礎自治体内には次の地区がある。
- Delft（デルフト市街地）
- Abtswoude
- Klein-Delfgauw

## 交通
- 道路
  - 高速道路 A4 (E30)、A13 (E19)
- 鉄道
  - オランダ鉄道 デルフト駅（アムステルダムとロッテルダムを結ぶ幹線路線上にある）
アムステルダム中央駅へ、Intercityまたは快速 (Sneltrein) で所要時間1時間、運行間隔1時間に4本。
  - ハーグ市営交通会社 トラム1系統
デルフト駅前停留所より、デン・ハーグのスパイまで所要時間25分、運行間隔1時間に4本。

## 出身人物
- フーゴー・グローティウス - 法学者
- アントニ・ファン・レーウェンフック - 生物学者
- ヨハネス・フェルメール - 画家
- ダニエル・マイテンス - 画家
- ウィレム・ファン・アールスト- 画家
- ヤン・ヨーステン - 航海士・貿易家
- ミハエラ・クライチェク - プロテニス選手

## 姉妹都市
- カストロプラウクセル、ドイツ
- エステリ、ニカラグア
- プレトリア、南アフリカ
- アーラウ、スイス
- アダパザル、トルコ
- フライベルク、ドイツ
- クファルサバ、イスラエル
- トゥズラ、ボスニア・ヘルツェゴビナ
- キングストン・アポン・テムズ王立特別区、イギリス
- 景徳鎮市、中国

## ギャラリー

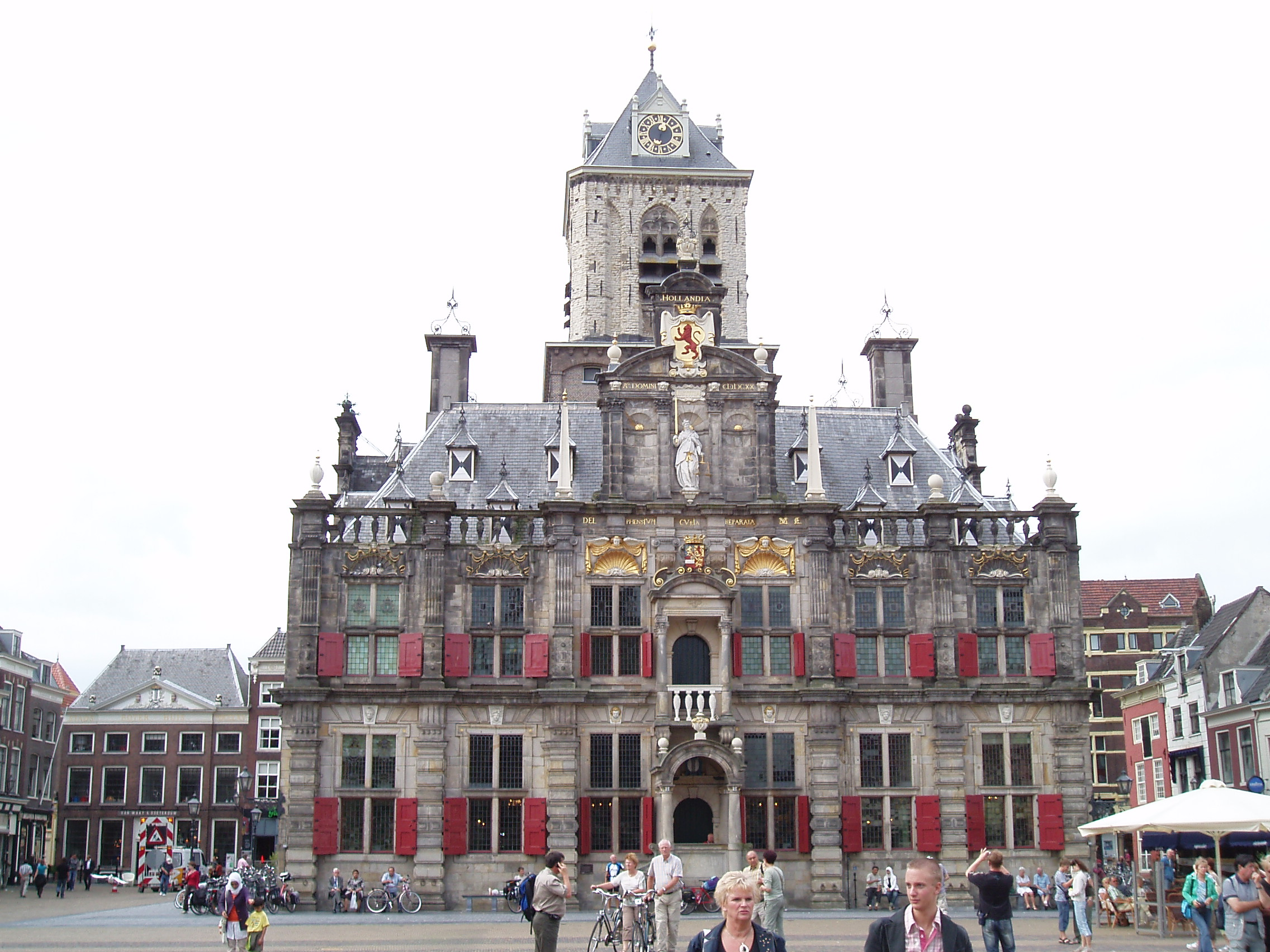
デルフト市庁舎
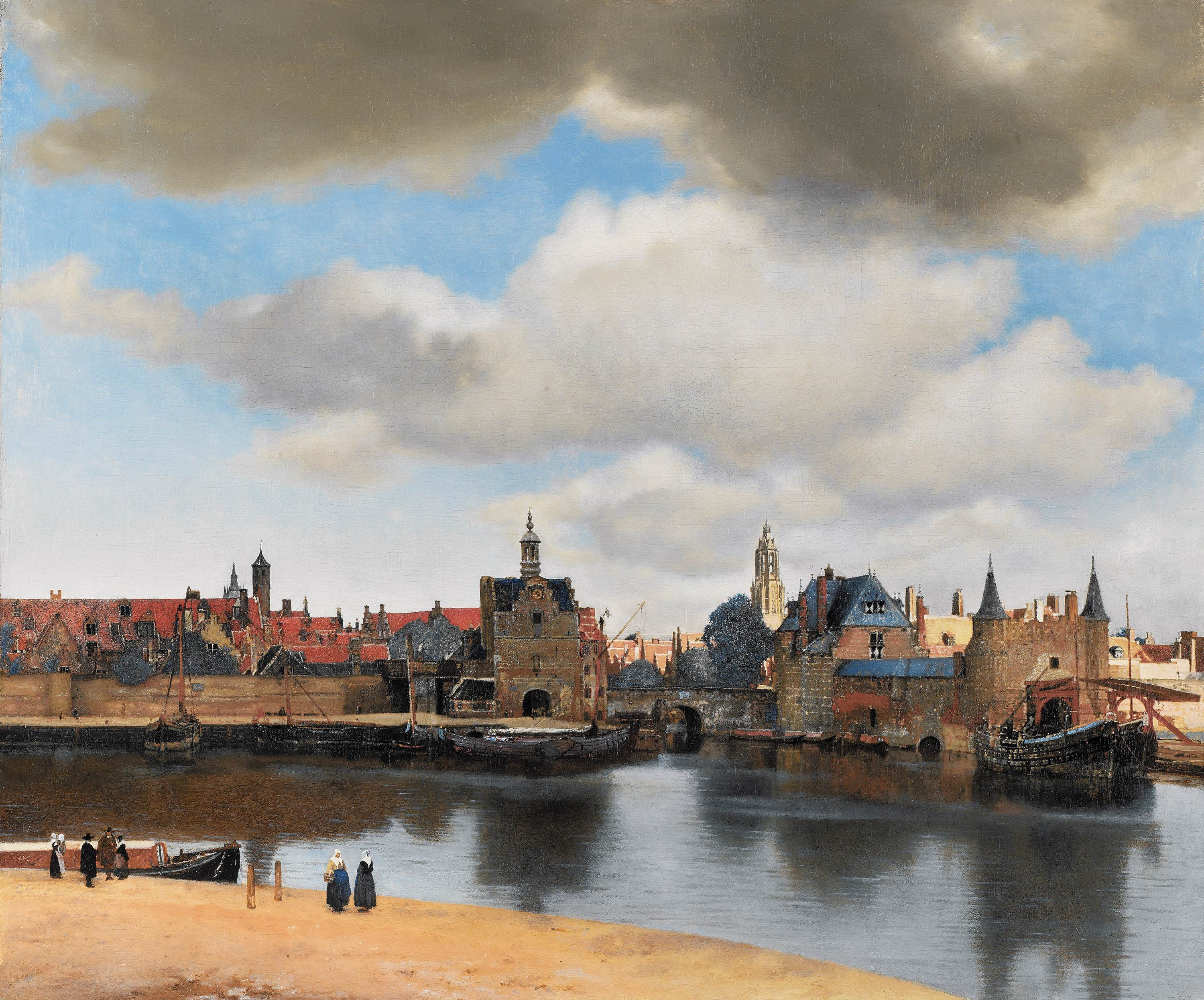
『デルフトの眺望』（フェルメール）
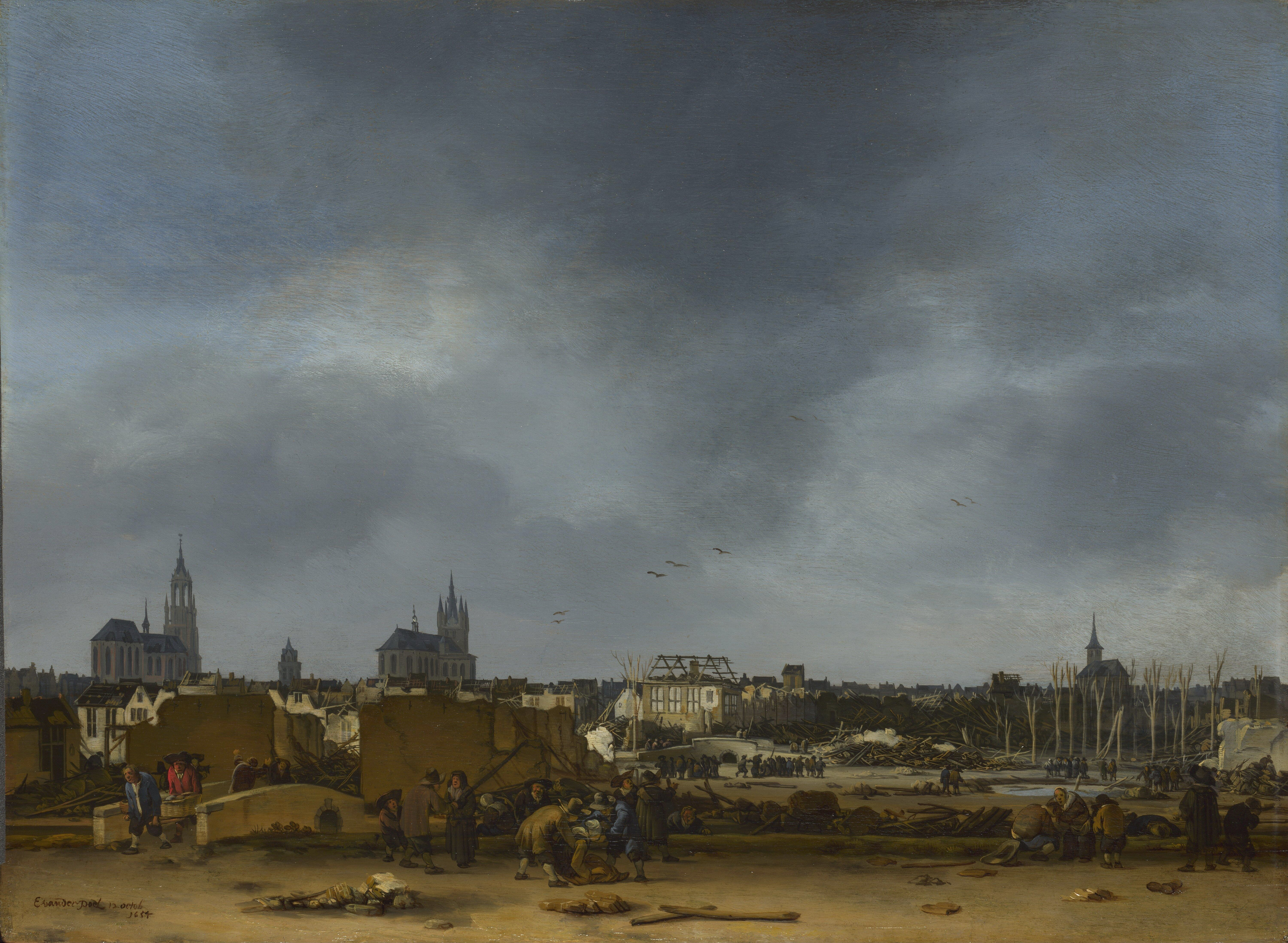
1654年の火薬庫爆発のあとのデルフトの眺望（エフベルト・ファン・デル・プール）